# Daisen (Akita)
Daisen (jap. 大仙市 Daisen-shi) ist eine gun-freie Stadt in der Präfektur Akita auf Honshū, der Hauptinsel von Japan.

## Geographie
Die Stadt liegt östlich von Akita.
Das Ōu-Gebirge liegt ostwärts der Stadt. Der Omono durchfließt die Stadt.

## Geschichte
Die Stadt entstand am 22. März 2005 als Zusammenschluss der Stadt Ōmagari (大曲市, -shi), sowie der Gemeinden Kamioka (神岡町, -machi), Nishisenboku (西仙北町, -machi), Nakasen (中仙町, -machi), Kyōwa (協和町, -machi), Senboku (仙北町, -machi), Ōta (太田町, -machi) und dem Dorf Nangai (南外村, -mura), die alle im Landkreis Senboku lagen. Ōmagari, Kyōwa, Nangai und Ōta behielten dabei als Stadtteile ihre alten Namen, jedoch – mit Ausnahme von Ōta, dessen Aussprache sich zu Ōta-chō änderte – ohne das Suffix -machi.
Nach dem Zusammenschluss hat Daisen mit 136 Mitgliedern die größte Ratsversammlung innerhalb Japans. Dies ergibt sich auch daraus, das die meisten Ratsmitglieder der früher selbstständigen Gemeinden ihr Mandat behielten, nur wenige traten zurück.

## Verkehr
- Zug:
  - JR Akita-Shinkansen
  - JR Tazawako-Linie
- Straße:
  - Akita-Autobahn
  - Nationalstraße 13
  - Nationalstraße 46,105,341

## Angrenzende Städte und Gemeinden

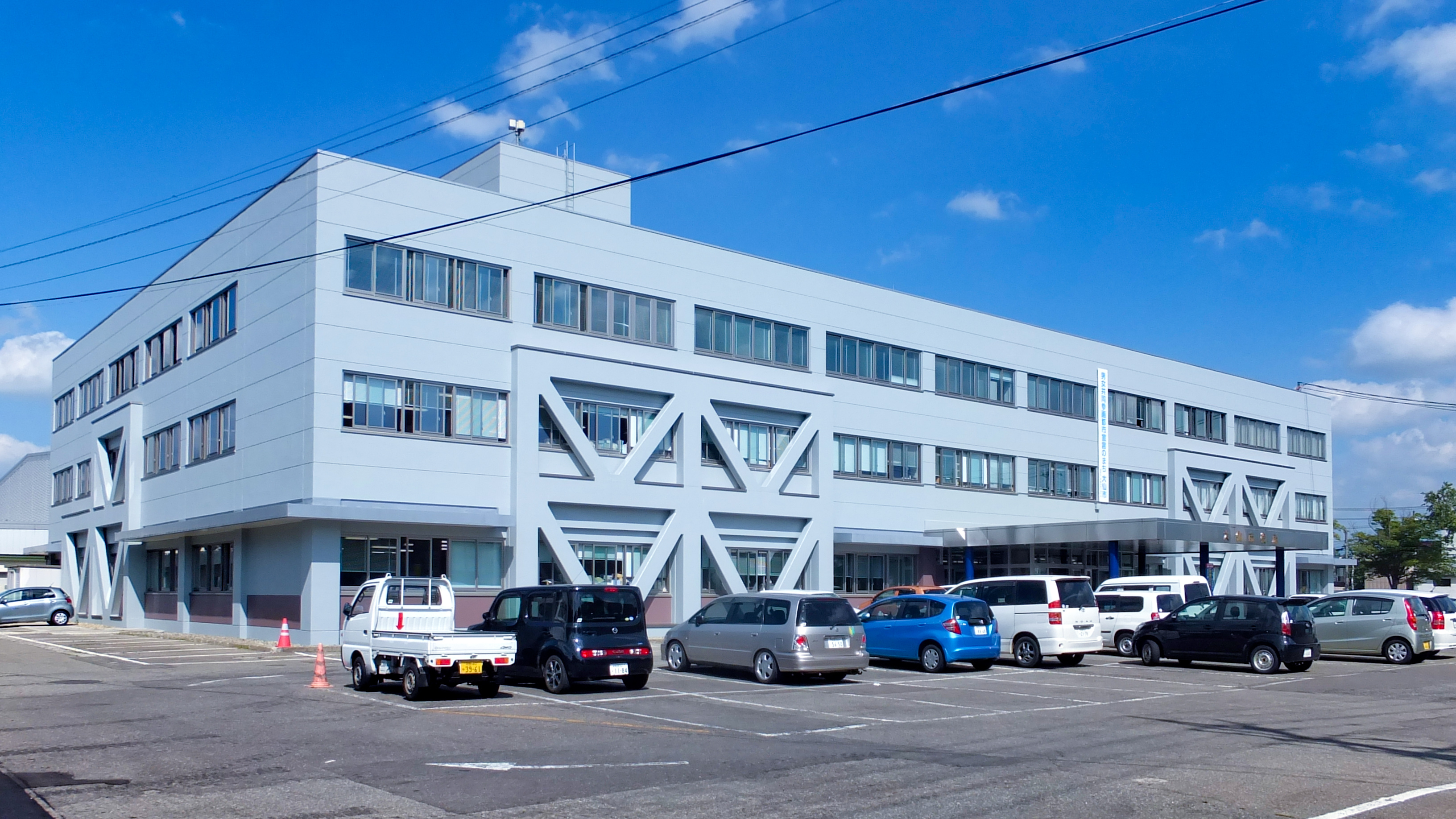
Rathaus

- Präfektur Akita
  - Akita
  - Yokote
  - Yurihonjō
  - Semboku
  - Misato
- Präfektur Iwate
  - Nishiwaga

## Söhne und Töchter der Stadt
- Kazuo Koike (1936–2019), Comic- und Drehbuchautor

## Quelle
1. ↑  Nachricht über die Ratsversammlung auf asahi.com (Memento vom 29. März 2005 im Internet Archive) (englisch)